# Koerganstele

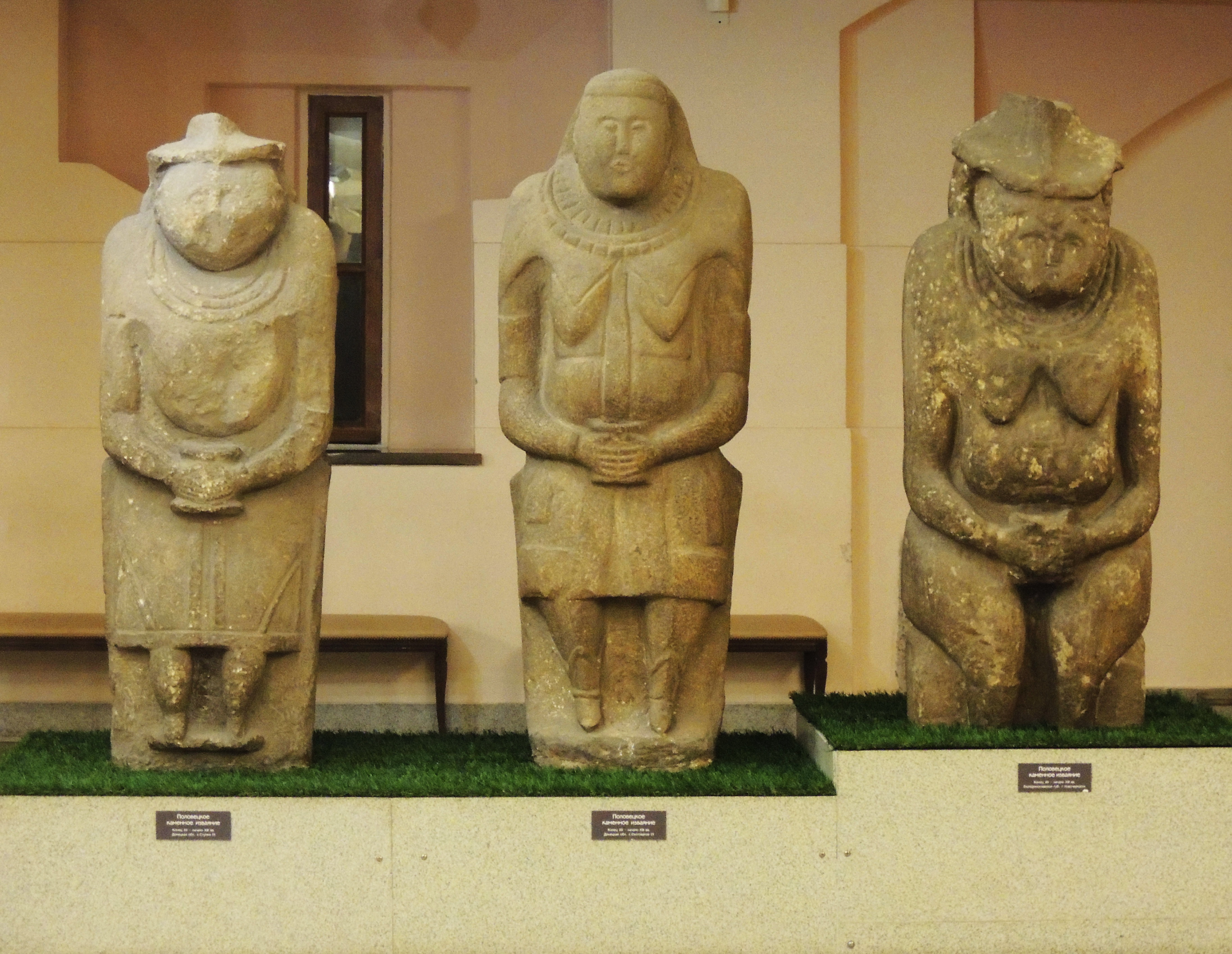
Koergansteles in Nationaal Historisch Museum in Moskou

Een koerganstele of balbal (Russisch: каменные бабы; Oekraïens: Баби кам'яні; Kirgizisch: балбал, vermoedelijk van het Turkse woord balbal dat "grootvader" of "voorouder" betekent) is een antropomorfe stele, gesneden van steen. 
De beelden zijn op of rond koergans (een type grafheuvel) geplaatst, soms als menhirs in een dubbele rij die naar een koergan loopt. Er zijn grote aantallen koergansteles aangetroffen in Pruisen, Zuid-Rusland, Oekraïne, Zuid-Siberië, Centraal-Azië en Mongolië.

## Geschiedenis

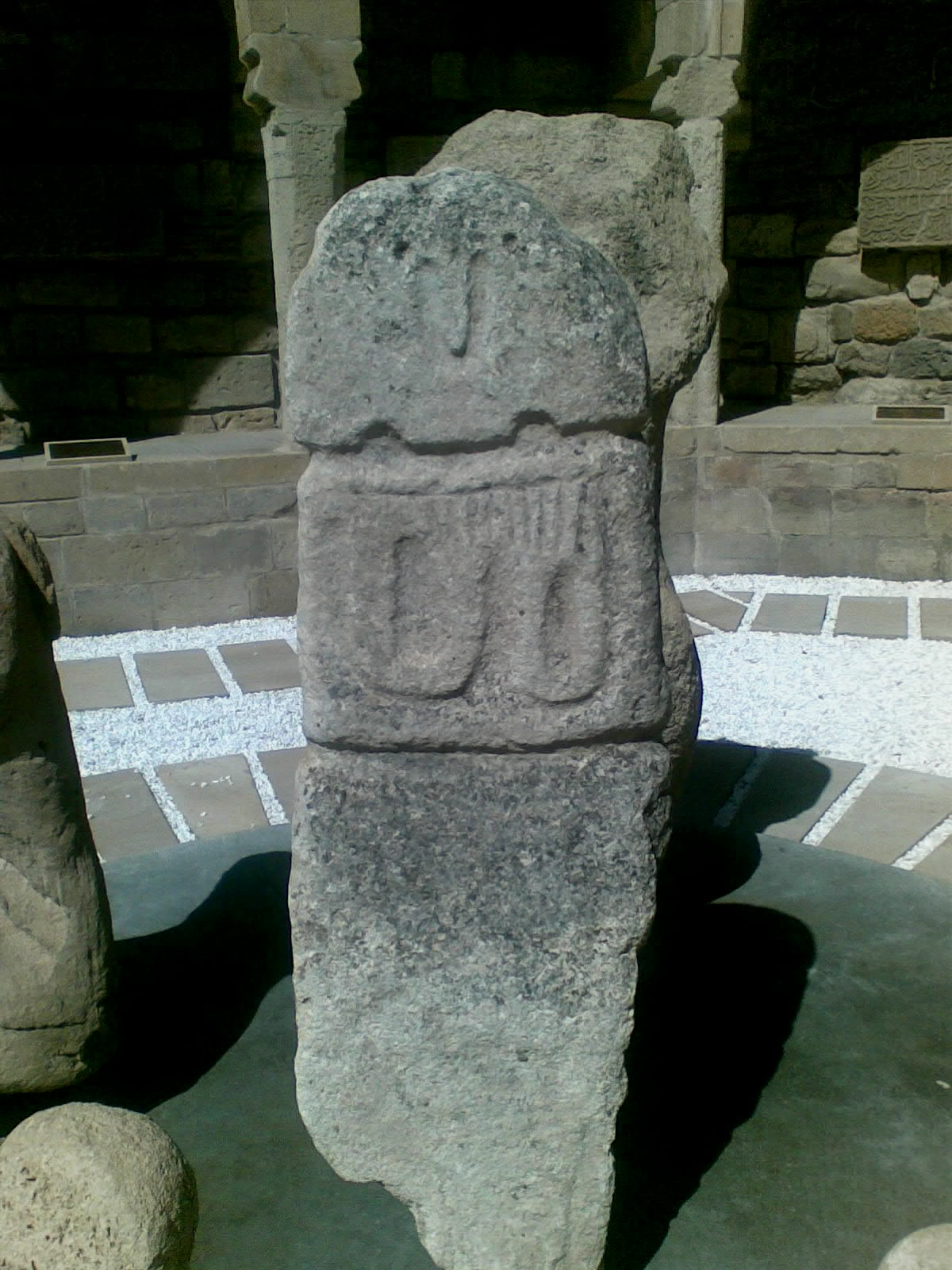
Vroege steen uit Azerbeidzjan

De koergansteles zijn deel van de Centraal-Aziatische en Oost-Europese (Pontisch-Kaspische Steppes) gedenktekens vanaf de kopertijd tot de Middeleeuwen. 
De oudst aangetroffen koergansteles, uit het 4e millennium v.Chr., worden in verband gebracht met de Jamnacultuur en Kemi-Obacultuur. Deze vroege stenen tonen duidelijke overeenkomsten met de standbeeld-menhirs uit Zuid-Frankrijk en het westelijke Middellandse Zeegebied. Er zijn honderden van deze steles aangetroffen, vaak ruw afgewerkt met simpele bewerkingen als hoofd, ogen en borsten. Er zijn zo'n twintig steles aangetroffen die meer complex zijn, een dier- of mensfiguur met wapens. Het Idool van Kernosivka (Керносівський ідол uit het 3e millennium v.Chr.) werd in 1973 gevonden vlak bij Kernosivka (oblast Dnjepropetrovsk) en wordt bewaard in het historisch museum van Dnipro.
Aan het einde van het 3e millennium v.Chr. vindt men vergelijkbare steles bij de Xemirxekcultuur in Noordwest-Sinkiang.
Koergansteles uit de ijzertijd worden in verband gebracht met de Scythen en de middeleeuwse exemplaren worden aan Turkse volkeren toegeschreven. Er zijn steles aangetroffen met beeltenissen van goden uit de Slavische mythologie. Hiertoe behoort het Zbruch-idool (ca. 10e eeuw), een beeld van zo'n drie meter met vier gezichten en een puntmuts, die in verband wordt gebracht met Svantovit.

## Onderzoek
De missionaris Willem van Rubroeck rapporteerde in de 13e eeuw over deze beelden op de koergans. Ze worden ook vermeld in het Grote tekening Boek uit de 17e eeuw, hier markeren ze grenzen en wegen en worden als oriëntatiepunt gebruikt. In de Werken van het 1e Archeologisch Congres in Moskou (vol. 2) worden alle op dat moment beschikbare gegevens over de koergansteles bijeengebracht, het verzamelde werk werd met tekeningen van 44 beelden geïllustreerd.
Het Nationaal Historisch Museum in Moskou bezit 30 exemplaren, andere exemplaren worden in Charkov, Odessa, Novotsjerkassk en andere plaatsen bewaard. Vele koergansteles zijn ook vernietigd of werden gebruikt als bouwmateriaal.

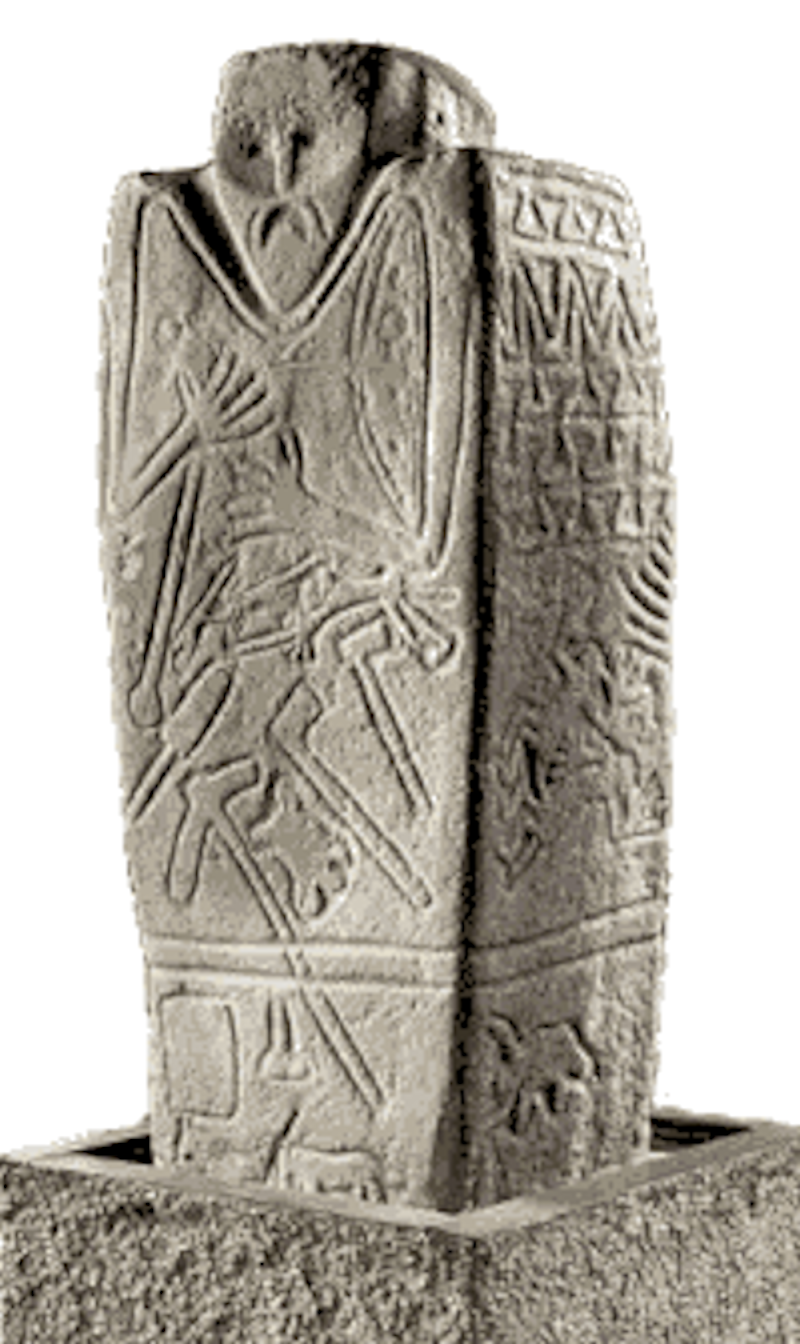
Idool van Kernosivka, 3e millennium v.Chr.
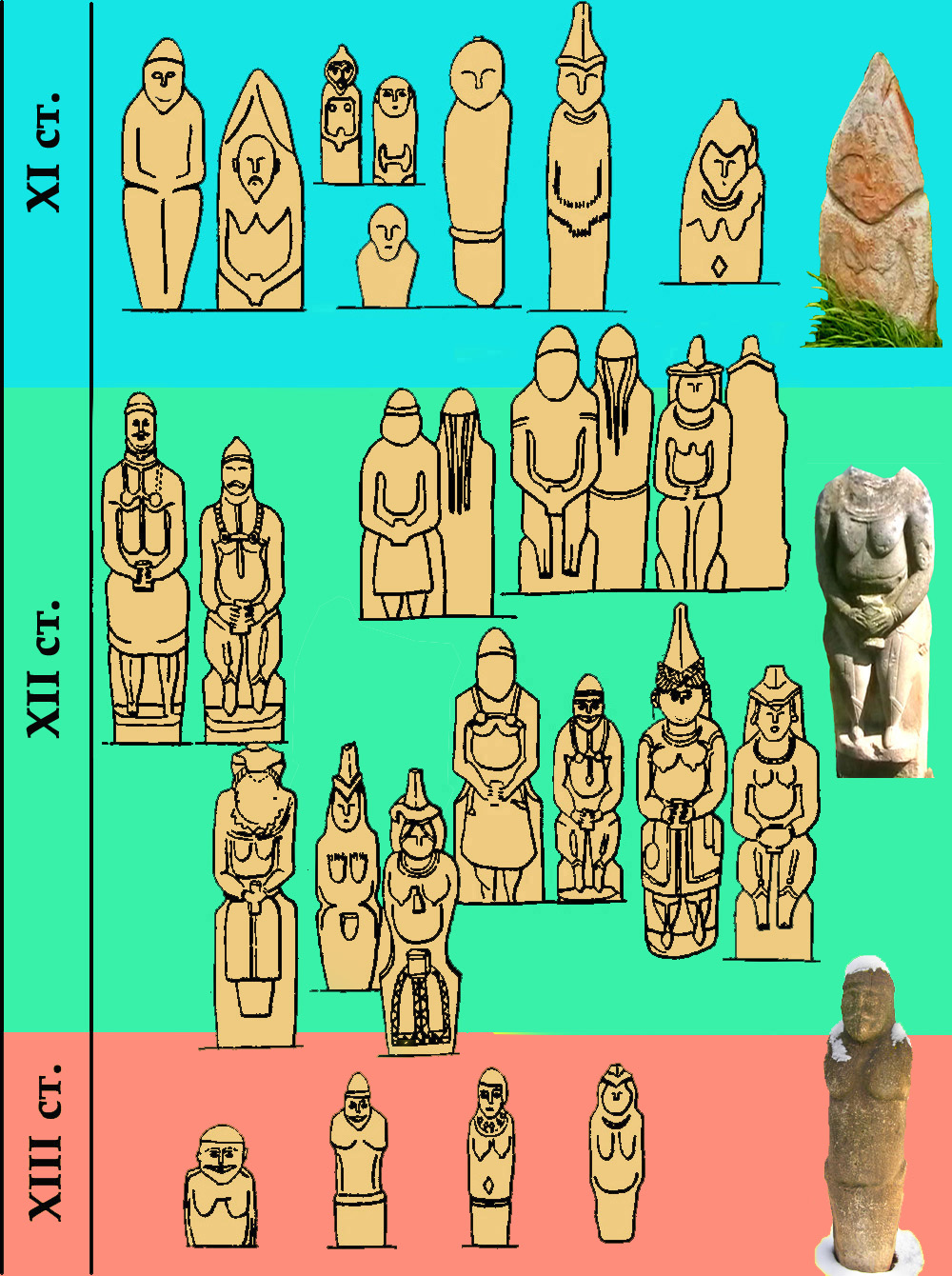
Afbeeldingen van koergansteles uit de 11e tot 13e eeuw
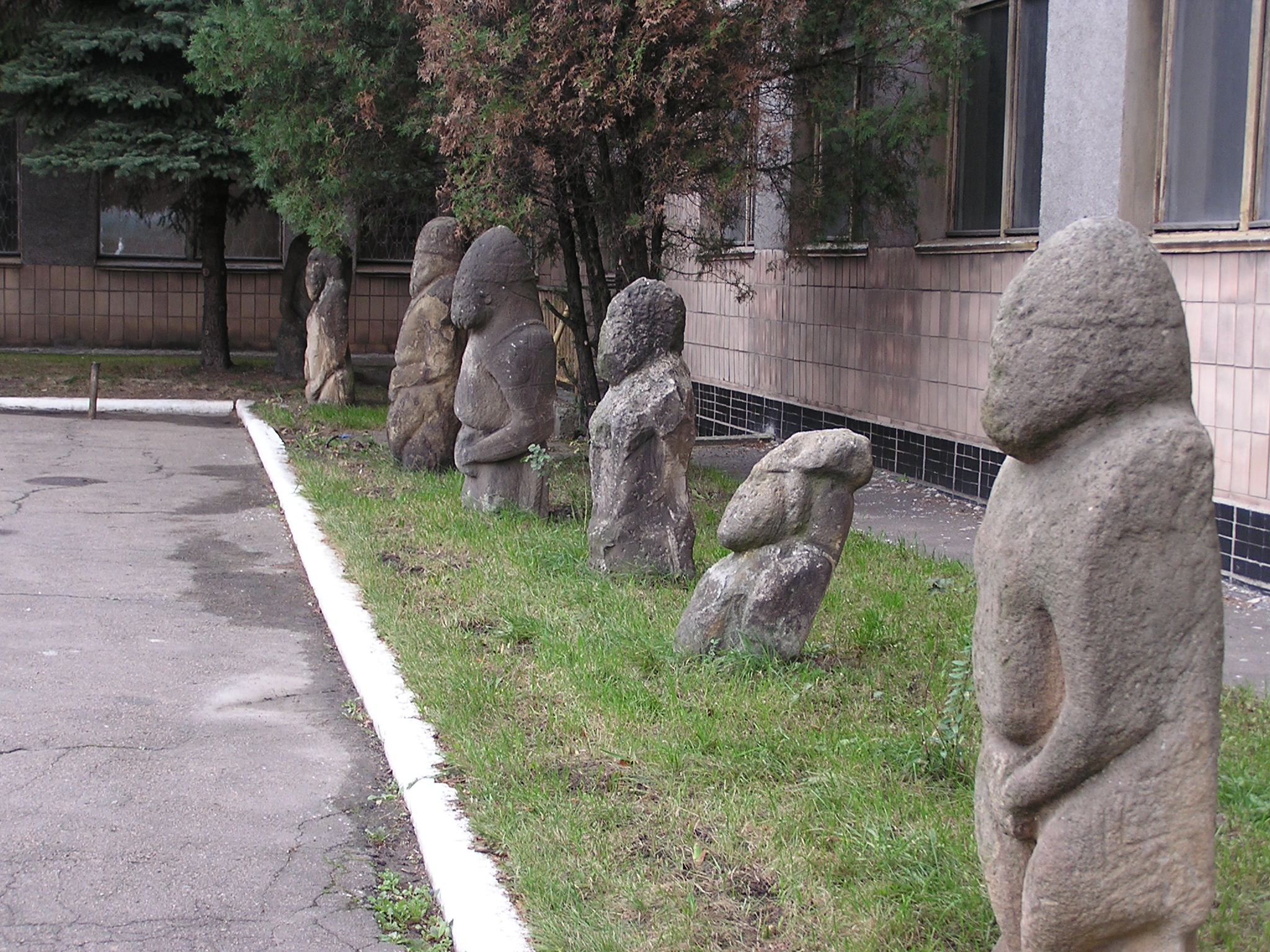
Koergansteles in Donetsk
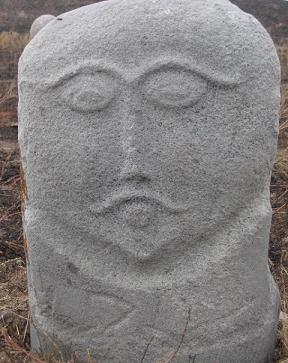
Balbal uit Kyrgyzstan
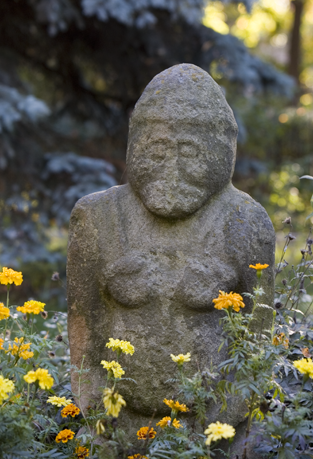
Koerganstele uit Oekraïne
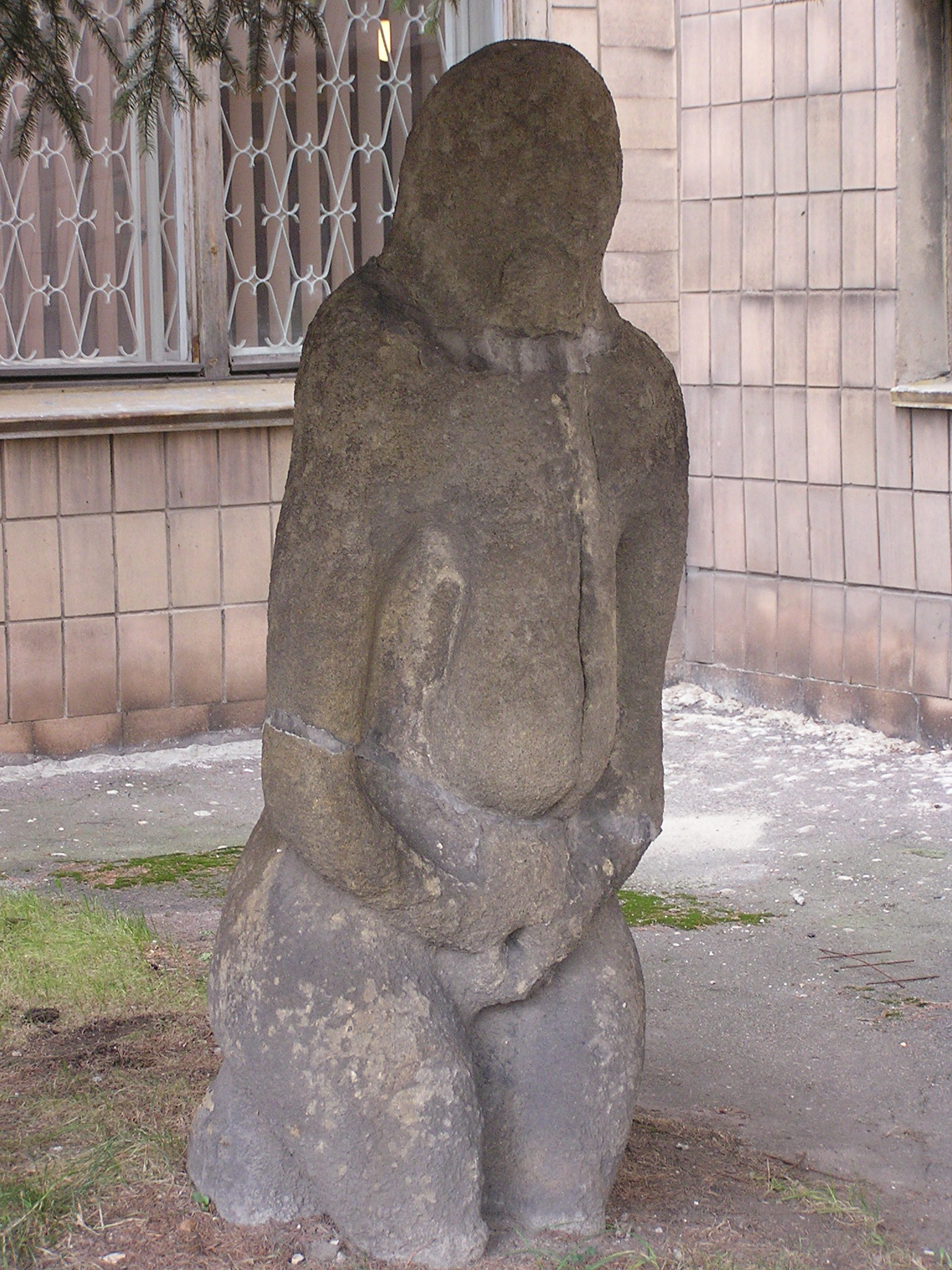
Koerganstele in Donetsk
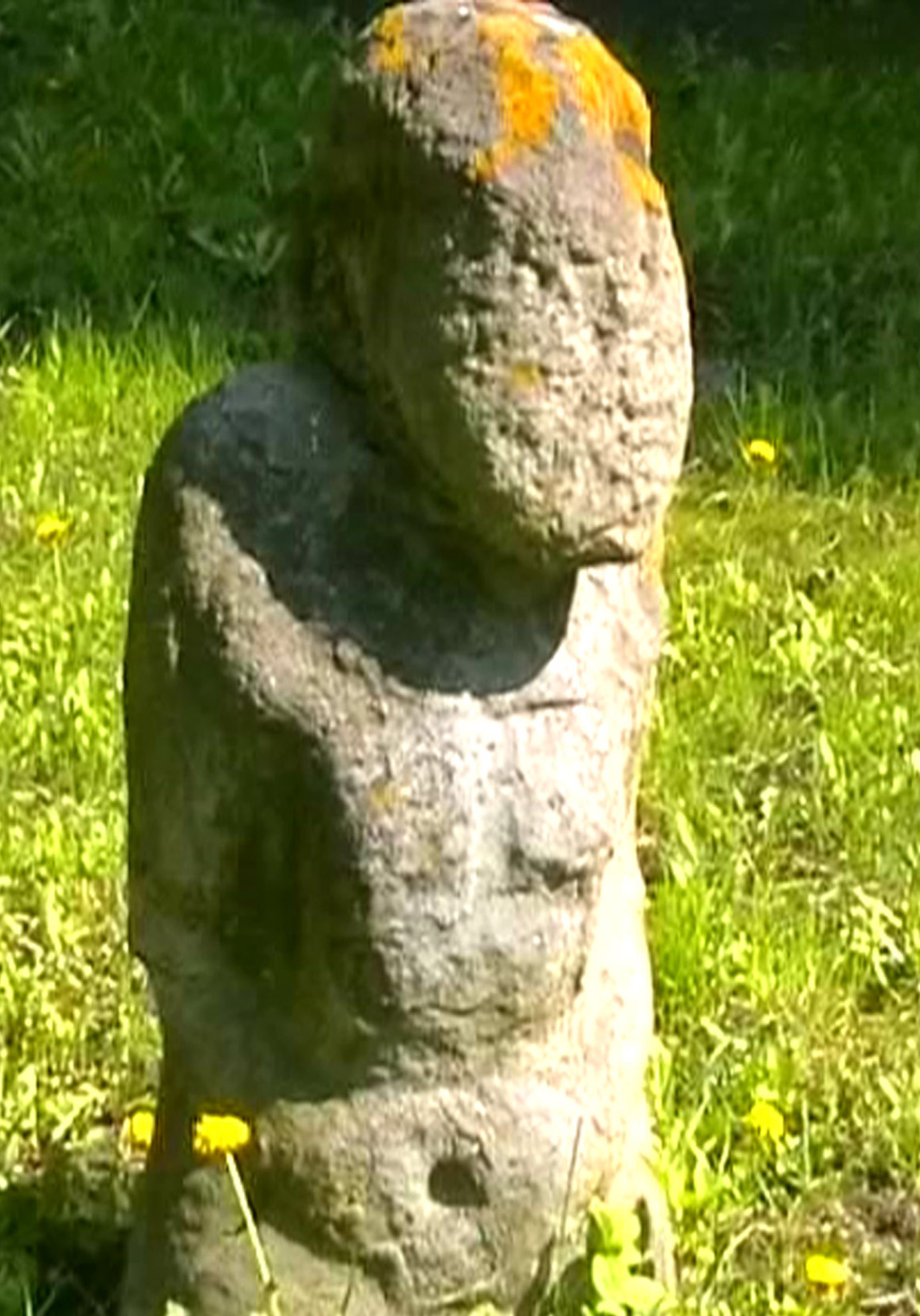
Koergansteles uit de 11e eeuw
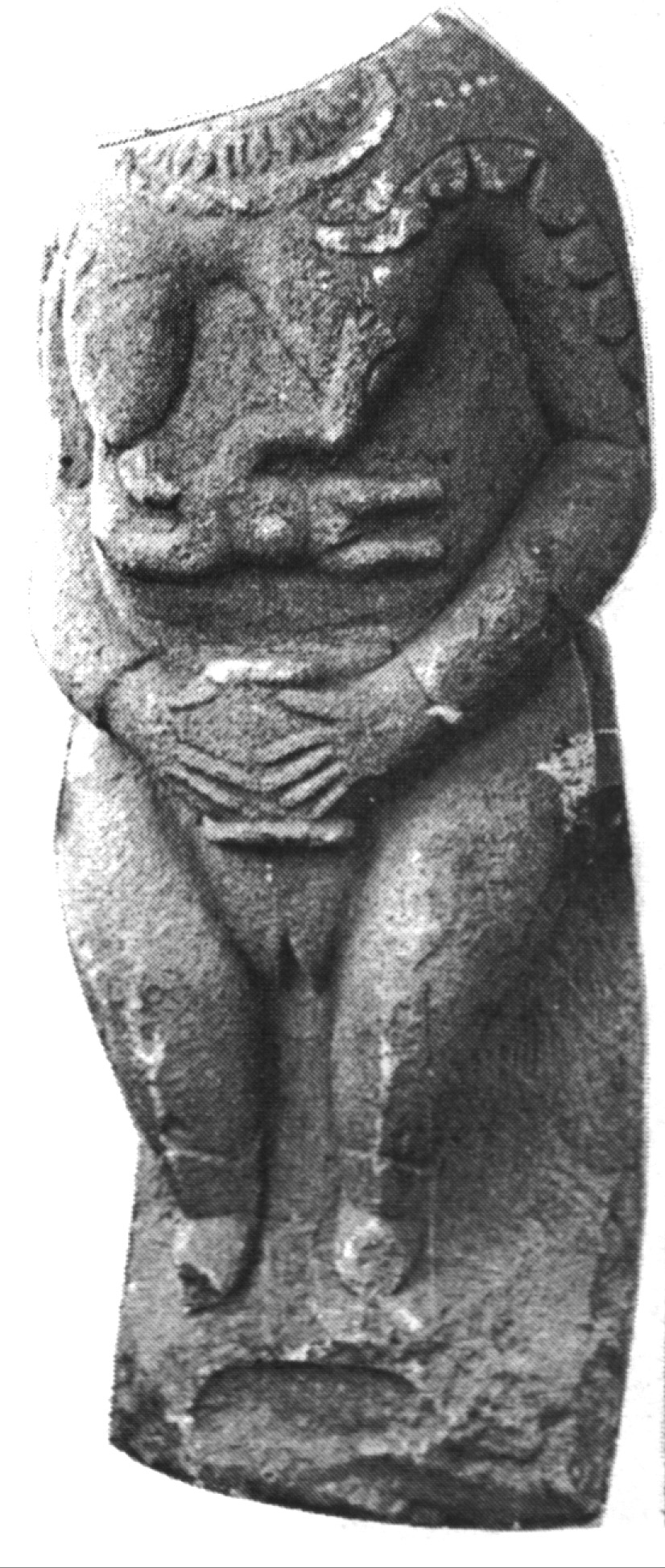
Kyptsjak-kunst in Dnipro (11e eeuw)
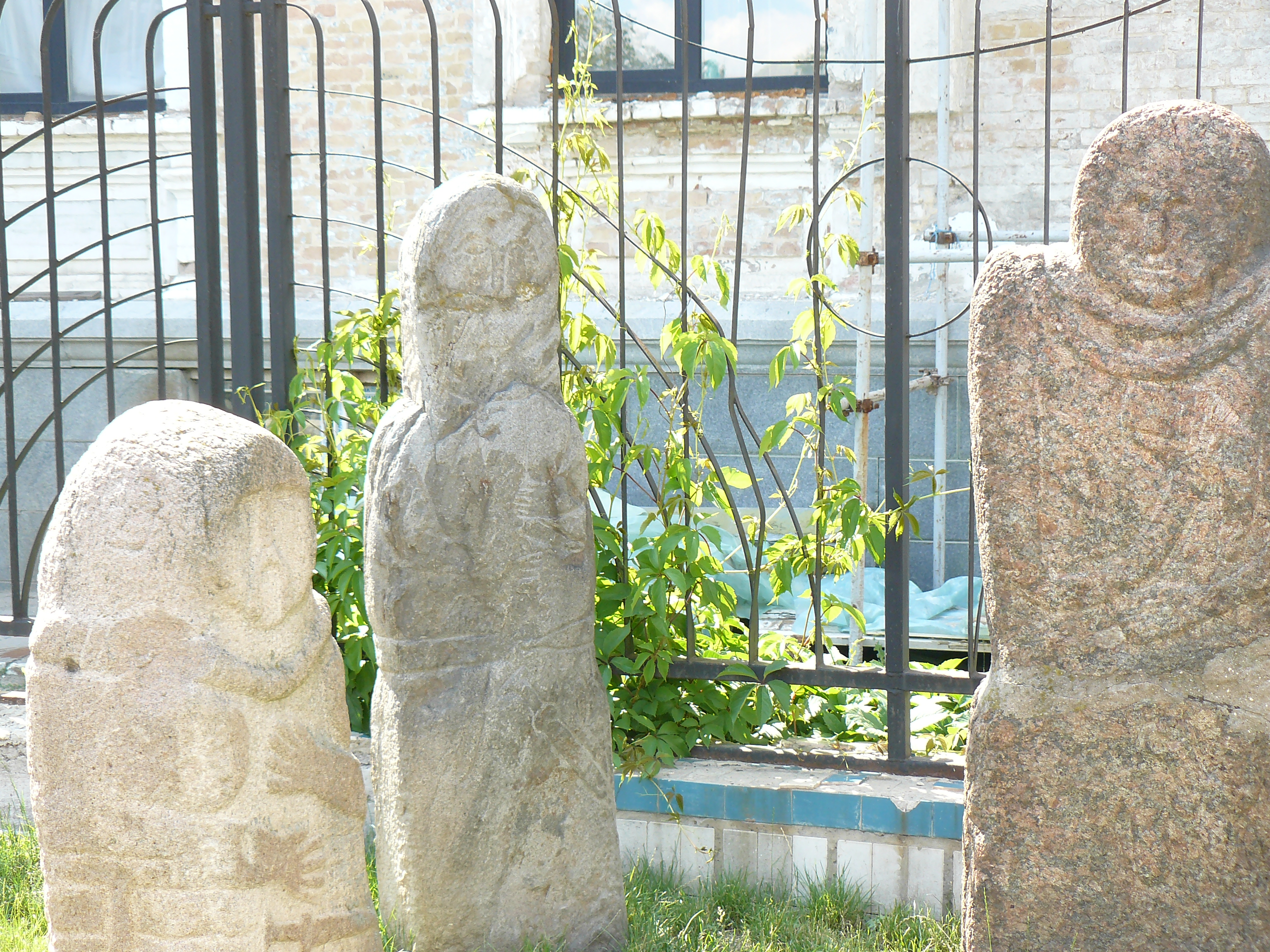
Scythen (6e - 5e eeuw VC) Oekraïne
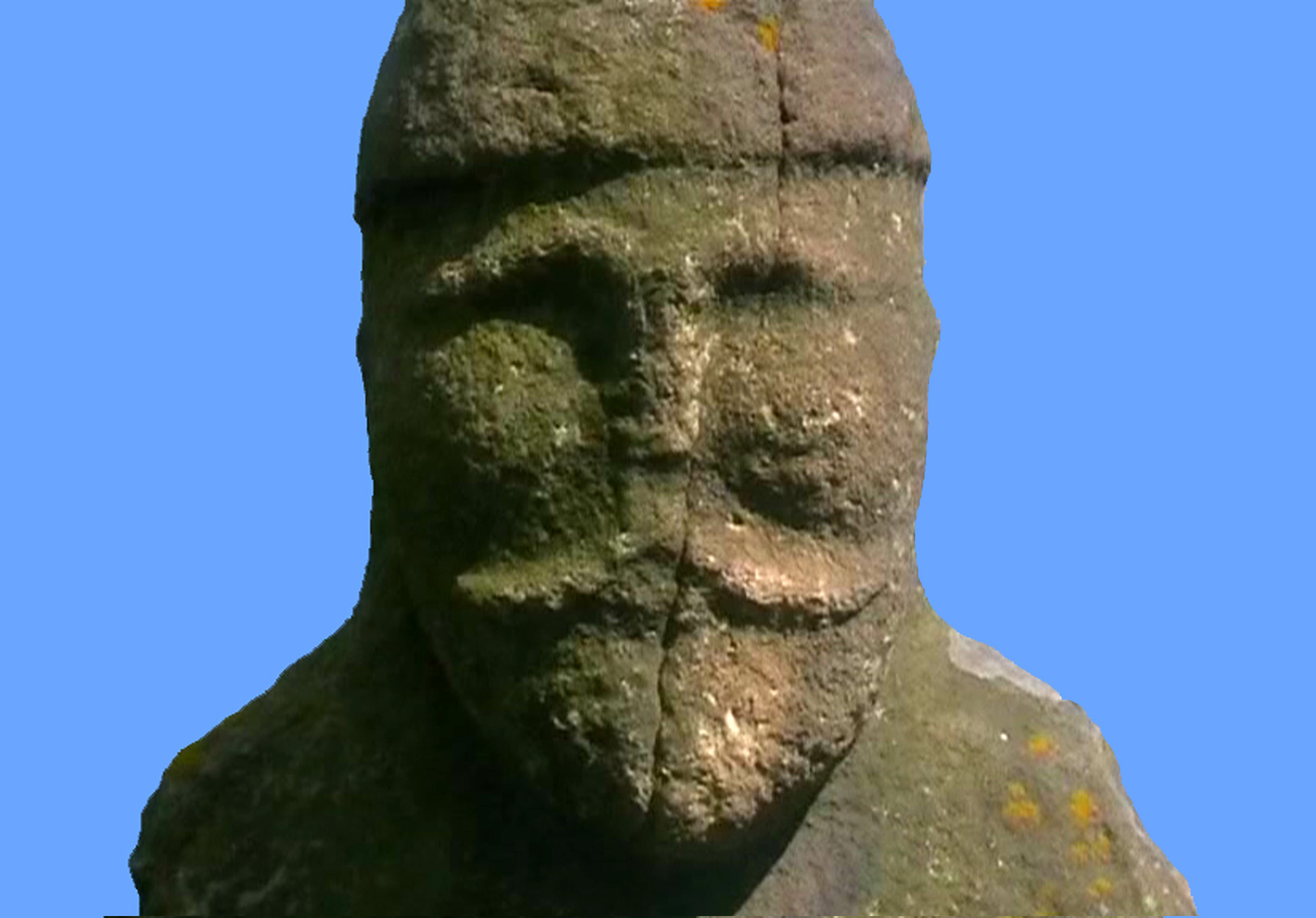
11e eeuw, Loehansk
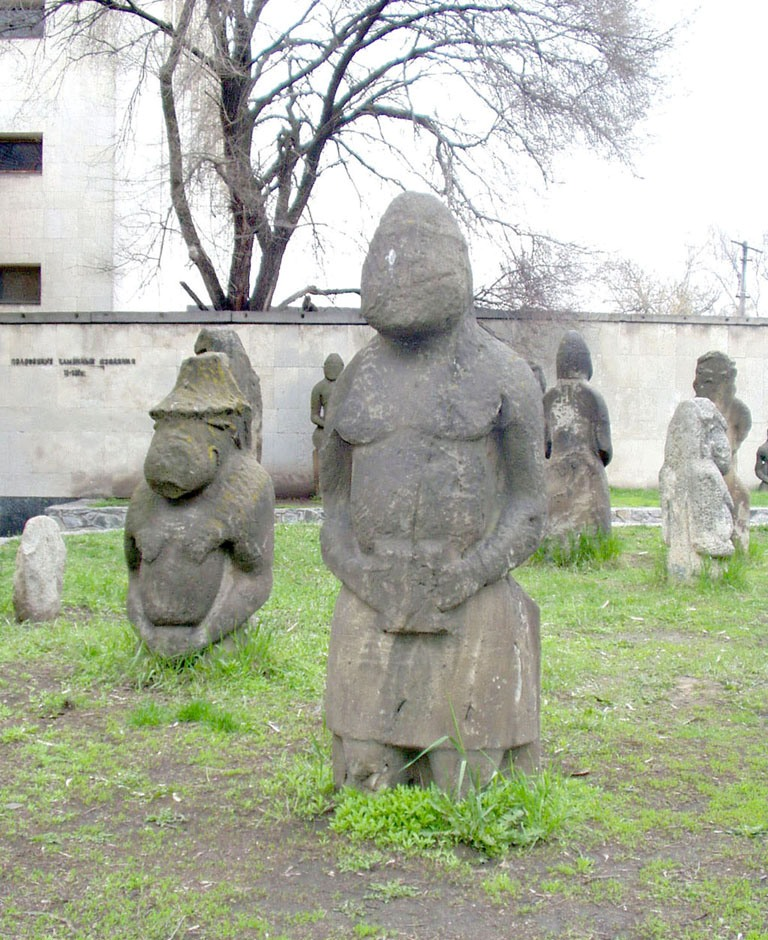
Museum van Kipchak in Dnipro